# 比類なきジーヴス
『比類なきジーヴス』（ひるいなきジーヴス、原題：The Inimitable Jeeves ）は、イギリスのユーモア作家P・G・ウッドハウスによる短編小説集。
1919年に出版された"My Man Jeeves" に続き、ジーヴスシリーズの2作目の短編集である。イギリスでは、ロンドンのハーバート・ジェンキンス社から1923年5月に、アメリカではニューヨークのジョージ・H・ドラン社から同年9月に出版された。
11編の短編を時系列順に構成し直した作品で、長編として扱われることもある。前半の6編と最後の1編は2章に分かれており、全18章から構成されている。
日本では2005年に国書刊行会で『比類なきジーヴス』が、2011年に文藝春秋〈文春文庫 全2巻〉で『ジーヴズの事件簿』が刊行。『比類なきジーヴス』は完訳本であるが、『ジーヴズの事件簿』は主人公バーティーとジーヴズの出会いを描く「ジーヴズの初仕事」やシリーズ第1弾の短編「ガッシー救出作戦」など数編が追加収録されている。2018年、上皇后美智子が自身の誕生日に合わせて発表した文書において、「読み出すとつい夢中になるため、これまで出来るだけ遠ざけていた探偵小説も、もう安心して手許に置けます。ジーヴスも2、3冊待機しています」と言及したため、国書刊行会に注文や問い合わせが殺到するなど話題となった。

## 収録作品
- 略称：SM - 『ストランド・マガジン』、CP - 『コスモポリタン』、SEP - 『サタデー・イヴニング・ポスト』

| #  | 邦題                                                              | 原題                                                              | 初出            | 初出             |
| -- | ----------------------------------------------------------------- | ----------------------------------------------------------------- | --------------- | ---------------- |
| 1  | ジーヴス、小脳を稼働させる ビンゴがためにウエディングベルは鳴らず | Jeeves Exerts the Old Cerebellum No Wedding Bells for Bingo       | SM 1921年12月号 | CP 1921年12月号  |
| 2  | アガサ伯母、胸のうちを語る 真珠の涙                               | Aunt Agatha Speaks Her Mind Pearls Mean Tears                     | SM 1922年4月号  | CP 1922年10月号  |
| 3  | ウースター一族の誇り傷つく 英雄の報酬                             | The Pride of the Woosters Is Wounded The Hero's Reward            | SM 1922年2月号  | CP 1922年3月号   |
| 4  | クロードとユースタス登場 サー・ロデリック昼食に招待される         | Introducing Claude and Eustace Sir Roderick Comes to Lunch        | SM 1922年3月号  | CP 1922年4月号   |
| 5  | 紹介状 お洒落なエレベーター・ボーイ                               | A Letter of Introduction Startling Dressiness of a Lift Attendant | SM 1918年8月号  | SEP 1918年6月8日 |
| 6  | 同志ビンゴ ビンゴ、グッドウッドでしくじる                         | Comrade Bingo Bingo Has a Bad Goodwood                            | SM 1922年5月号  | CP 1922年5月号   |
| 7  | 説教大ハンデ                                                      | The Great Sermon Handicap                                         | SM 1922年6月号  | CP 1922年6月号   |
| 8  | スポーツマン精神                                                  | The Purity of the Turf                                            | SM 1922年7月号  | CP 1922年7月号   |
| 9  | 都会的タッチ                                                      | The Metropolitan Touch                                            | SM 1922年9月号  | CP 922年9月号    |
| 10 | クロードとユースタスの遅ればせの退場                              | The Delayed Exit of Claude and Eustace                            | SM 1922年10月号 | CP 1922年11月号  |
| 11 | ビンゴと細君 大団円                                               | Bingo and the Little Woman All's Well                             | SM 1922年11月号 | CP 1922年12月号  |

### 文藝春秋版収録作品
※ 訳者が異なるため、各章のタイトルも上記と異なっている。下記には追加収録作品のみ列記する。尚、文藝春秋版は「ジーヴズ」という表記である。
- ジーヴズの初仕事（『それゆけ、ジーヴス』収録）
- バーティー君の変心（『それゆけ、ジーヴス』収録）
- ジーヴズと白鳥の湖（『でかした、ジーヴス!』収録）
- ジーヴズと降誕祭気分（『でかした、ジーヴス!』収録）
- ガッシー救出作戦（特別収録）

## 登場人物
バーティー・ウースター
暇を持て余す伯爵位継承予定者。ジーヴスは彼にとって一種の先導者であり、哲学者であり、友人である。思慮は浅いが、親族や友人のためにためらいなく一肌脱ぐなど、情誼に厚い気持ちのよい人物。
ジーヴス
バーティーに仕える従者。あらゆることに精通しており、主人のバーティーのみならず、その親族や友人たちをその頭脳で助けてきた。保守的で、バーティーが買ってくる前衛的なファッションには大抵強硬な態度で反対する。ロージー・M・バンクスのファン。
ビンゴ・リトル（リチャード・リトル）
小中高大学まで一緒に通った、バーティーの幼なじみ。何かにつけてバーティーに「お前は俺の友達だろう？」と頼み事をする。伯父からの潤沢な小遣いで陽気に暮らしている。春になると誰かしらに恋をするうえ、猛烈に惚れっぽい。
モティマー・リトル（ビトルシャム卿）
ビンゴの伯父。「脚すっきりしなやかリトルの湿布薬」で蓄財し、先頃引退したばかり。作中ではビンゴ・リトルと区別するために「老リトル」と表記されるが、後に結婚し、国王から貴族に列せられ、ビトルシャム卿となる。
アガサ・グレッグソン
バーティーの伯母。バーティーが子どもの頃から彼を低能呼ばわりし、人生を空費していると指摘し続けている。バーティーが最も恐れる人物。身長179cm。
ロージー・M・バンクス
巷で話題のロマンス小説の作者。ビンゴが伯父についた嘘のせいで、ビトルシャム卿はバーティーをバンクスだと思い込んでいた。

## あらすじ
ジーヴス、小脳を稼働させる / ビンゴが為にウエディングベルは鳴らず
好天に恵まれた春の午後、バーティーの恋多き幼なじみ・ビンゴにまたしても想いを寄せる女の子が現れた。相手はロンドンのしみったれた喫茶店の給仕・メイベル。伯父からの援助で生活しているビンゴは、いかにも伯父が反対しそうな彼女との結婚が上手く行くよう、ジーヴスに手を貸して欲しいと頼む。
ジーヴスのアドバイス通り、巷で流行っているロージー・M・バンクスのロマンス小説を読み聞かせることで伯父の警戒心を解いたビンゴは、メイベルとの結婚を了承を得るため、〈ロージー・M・バンクス〉の正体はバーティーだと大嘘を付いていた。
- メイベル - ロンドンの場末の喫茶店の給仕。ダンスパーティーで出会ったビンゴに見初められ交際するが、後に別れ、ジーヴスと交際する。
- ジェーン・ワトソン - 老リトル氏の専属コック。氏の痛風治療のための食餌制限に尽力し、氏の求婚を受ける。ジーヴスと婚約していた時期もあった。

アガサ伯母、胸のうちを語る / 真珠の涙
鬼のようなアガサ伯母さんがフランスへ行き、しばらくは気楽に過ごせると思っていたバーティーの元に、伯母から「合流せよ」との手紙が届く。嫌な予感を抱きつつ伯母の元に行くと果たして、伯母がバーティーの結婚相手にと見定めた女性を紹介された。
アガサ伯母が決めた婚約者アライン・ヘミングウェイとその弟シドニーがバーティーを訪ねてくる。シドニーはカジノで大負けした上、知り合いの大佐から借りた金まですってしまい、困り果てているという。仕方なくバーティーは姉弟に金を貸すが……。
- アライン・ヘミングウェイ - バーティーの結婚相手にとアガサ伯母が見初めた女性。
- シドニー・ヘミングウェイ - アラインの弟。

ウースター一族の誇り傷つく / 英雄の報酬
ヘミングウェイ嬢に危うく騙されそうになった反省も何のその、アガサ伯母が再びバーティーに縁談を持ち込む。相手は女性にしては大柄な、知性溢れるダイナミックなオノリア・グロソップ、バーティーが苦手に思っている女性だった。
偶然にも親友のビンゴがオノリアに恋をしていることを知ったバーティーは、ジーヴスの手を借りずに何とか自分との縁談を破談にし、ビンゴとくっつけようと画策する。
- オノリア・グロソップ - ハンプシャーのディタレッジ・ホールに住む女性。ありとあらゆるスポーツをこなし、ミドル級のレスラー並の体格をしている。
- オズワルド・グロソップ - オノリアの弟。庭の池で釣りをするのが趣味。ビンゴが小遣い稼ぎのために家庭教師をする。

クロードとユースタス登場 / サー・ロデリック昼食に招待される
計画が破綻し「人生を陶冶してくれる」オノリアとの婚約成立から2週間、バーティーはすっかり弱りきっていた。オノリアが、自分と結婚したらジーヴスには辞めてもらうと言い出したからだ。しかし、精神科医であるオノリアの父サー・グロソップがバーティーの身内に変人がいたことを知り、バーティーのことを心配し始めたのだ。
バーティーが変人ではないことを証明するため、サー・ロデリック・グロソップとの会食をアガサ伯母がセッティングした。何とかオノリアとの縁談を壊したいバーティーだが、直前の従弟たちとの再会が何かをもたらすか……。
- スペンサー - アガサ伯母の執事。ジーヴスとも親交がある。
- ロデリック・グロソップ - オノリアとオズワルドの父親。神経の専門家（精神科医）。猫が嫌い。娘と婚約したバーティーの人間性を見極めるためにロンドンへ来る。
- ヘンリー - バーティーの亡くなった伯父。寝室でウサギを11匹飼うなど、時折エキセントリックな行動をしたため、家族を困らせた。
- クロード&ユースタス - バーティーの双子の従弟。バーティーがオックスフォード大学を卒業する年に入学してきた。
- レインズビー卿 - クロード&ユースタスの同級生。

紹介状 / お洒落なエレベーター・ボーイ
アガサ伯母の怒りから逃げるようにアメリカへ来たバーティーとジーヴス。3週間ほど経ったある日、アガサ伯母の紹介状を携えたシリル・バジントン＝バジントンという男が訪ねてくる。アガサ伯母から「シリルを劇場関係者に紹介するな」という電信が届くより前にシリルは、バーティーの友人で戯曲作家のキャフィンから舞台にちょい役で出して貰えることになる。
これ以上アガサ伯母の怒りを買いたくないバーティーは、バーティーが買った奇抜な色の靴下の件で機嫌が悪いジーヴスに最善を尽くすように頼む。ジーヴスが考えた策とは……。
- シリル・バジントン＝バジントン - 遊学のために渡米した青年。
- ジョージ・キャフィン - バーティーのアメリカの友人。戯曲などを書いている。
- ブルーメンフィールド - 劇場のマネージャー。すぐに舞台に口出しをする生意気な息子がおり、関係者に嫌われている。

同志ビンゴ / ビンゴ、グッドウッドでしくじる
アメリカから帰国したバーティーは、ハイドパークでビンゴの伯父・ビトルシャム卿と遭遇。すると突然、パークで演説していた思想家たちが2人を浪費家のこそ泥などと痛烈に批判してきた。翌日、恋多きビンゴがバーティーを訪ねてきて、前日にバーティーたちを批判した思想家は変装した自分だと明かす。貴族社会に批判的な女性に恋をしたビンゴは、自分がその貴族の仲間だと思われないように、変装していたという。
グッドウッド・カップにビトルシャム卿の馬オーシャン・ブリーズ号が出走することになり、ビンゴもシャルロットとの結婚資金の足しにと一攫千金を狙って賭けるが、周囲の期待に反してまさかの最下位。ビンゴは再び思想家に変装し、伯父を糾弾するが……。裏では、ビンゴとシャルロットの仲を壊そうとジーヴスが動いていた。
- シャルロット・コルデ・ロウボサム - 貴族社会に批判的な思想家の女性。「赤き黎明の使者」の一員。
- ブット - 「赤き黎明の使者」の一員。シャルロットを愛しており、婚約一歩手前まで行った時にビンゴが現れた。

説教大ハンデ
伯父からの資金援助を打ち切られたビンゴはトウィングで家庭教師をしながら、懲りずにまたシンシアという女性に恋をしていた。トウィングで読書会に参加していた従弟のクロードとユースタスに誘われたバーティーも当地を訪れ、どの牧師の説教が一番長いか賭けるゲームに参加する。
- ヘッペンスタール - トウィングの教会の牧師。説教が長いことで知られる。
- シンシア・ウィッカマーズレイ - トウィング・ホールの所有者ロード・ウィッカマーズレイの末娘。バーティーとは父親同士が親友だった縁で親しくしている。
- ジェームズ・ベイツ - イートン校の副校長。ヘッペンスタールの甥っ子。

スポーツマン精神
引き続き、トウィングの祭りで行われる様々なスポーツに賭けることになったバーティーたち。ジーヴスの的確な助言もあり、賭けは有利に進むかに思われたが、賭けの胴元で非常に狡猾なステッグルスが妨害工作を仕掛けてきたのだ。
- ブルックフィールド - ヘッペンスタールの従者。ジーヴスと親しい。
- ステッグルス - そばかす顔の狡猾な少年。

都会的タッチ
トウィング・ホールからロンドンに戻って1カ月ほど経った11月のある日、ビンゴからまたしても「素晴らしい女性に恋に落ちた」との電報が届く。今度の相手は、ヘッペンスタール牧師の姪っ子のメアリー・バージェス。彼女には他に好きな男がおり、前途多難なビンゴはジーヴスに彼女の気を引くのを手伝ってほしいという。ジーヴスが一人でトウィングへ赴いたところ、あのステッグルスが今度はバージェス嬢の結婚の行方を賭けの対象にしていると聞きつけてきた。村のクリスマス演芸会で出し物を企画するビンゴに勝機はあるのか。
- メアリー・バージェス - ヘッペンスタールの姪っ子。
- ヒューバート・ウィンガム - ヘッペンスタールの副牧師。

クロードとユースタスの遅ればせの退場
オックスフォードを放校処分になった手に負えないクロードとユースタスは、ヨハネスブルグの会社に勤めることになり、アガサ伯母の言いつけで出発前日をバーティーのフラットで預かることになる。最後の遊興とダンスホールへ繰り出し、大いに酔っ払ったバーティーが目を覚ましたのは翌日の午後。既に出発しているはずのクロードが前日に知り合った女の子と離れるのが嫌で残ったと言うのだ。しばらくしてユースタスも現れ、クロードと全く同じことを言った。同じ女の子を好きになった双子の運命は……。
ビンゴと細君 / 大団円
ドローンズクラブがすす払いのため、シニア・リベラル・クラブに繰り出していたバーティーとビンゴ。そのクラブには珍しくウェイトレスがおり、伯父のビトルシャム卿を激怒させて以来小遣いを打ち切られ、金欠状態が続いていたビンゴはバーティーが注文している間に彼女に恋に落ちてしまったようだ。ビンゴは伯父から小遣いの再開と結婚の承諾を得るために、伯父がバーティーを作家ロージー・M・バンクスと勘違いしたままであることを利用しようと言い出した。
バーティーの演技と努力の甲斐あって、小遣いの再開にこぎ着けることができた。だが一足早く、ビンゴは例の女性と結婚してしまったと報告してきた。事後ながら何とか伯父の了解は得たものの、ビンゴの新妻が自分がロージー・M・バンクス本人だと打ち明けたことから事態は混乱する。ジーヴスはいかにしてこの事態を収めるのか。